# Al-Hasaka (muhafaza)

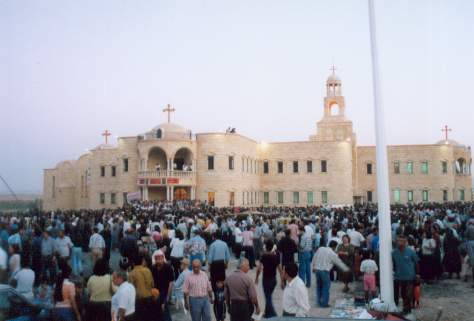
Klasztor NMP Syryjskiego Kościoła Prawosławnego

Podział prowincji na dystrykty i poddystrykty

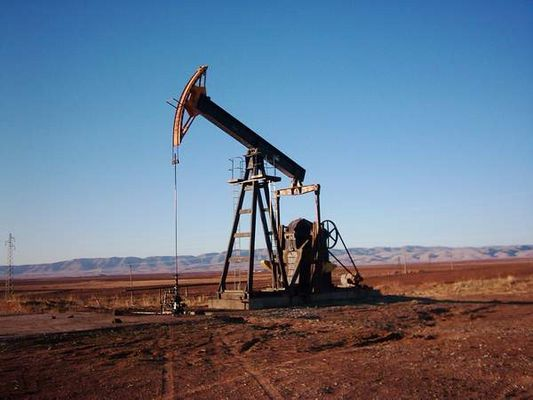
Pole naftowe w Rumailan

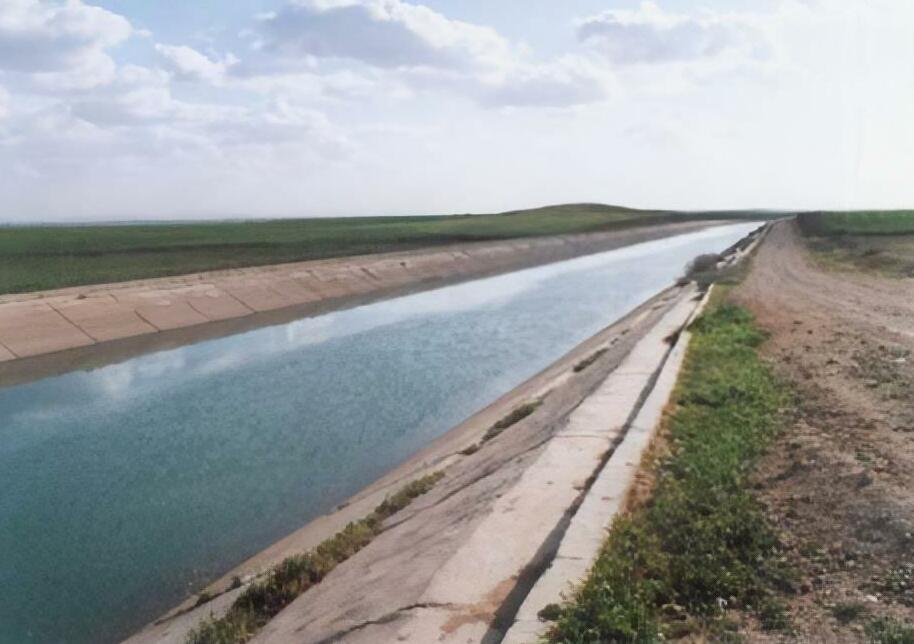
Kanał nawadniający

Al-Hasaka (arab. ‏م مُحافظة الحسكة‎) – jedna z 14 jednostek administracyjnych pierwszego rzędu (muhafaza) w Syrii. Jest położona w północno-wschodniej części kraju. Graniczy od wschodu z państwem Irak, od północy z Turcją, a od południa i zachodu z muhafazami Dajr az-Zaur i Ar-Rakka.
Większość terytorium jest kontrolowane przez Autonomiczną Administrację Północnej i Wschodniej Syrii (zachodni Kurdystan).
W prowincji znajduje się 1717 wiosek (w tym: 1161 arabskich, 453 kurdyjskich, 98 asyryjskich, 53 mieszanych). 
rzez prowincję na długości 440 km przepływa rzeka Chabur, dopływ Eufratu.

## Gospodarka
W 2007 roku w rolnictwie było 417 494 ha powierzchni nawadnianych i 792 503 ha deszczowanych. Powierzchnia uprawna w prowincji Al-Hasaka stanowi 29% ziemi uprawnej w Syrii. W rolnictwie są uprawiane: pszenica, bawełna, warzywa, rośliny strączkowe i owoce. Jest hodowla zwierząt oraz produkcja wełny, nabiału i innych produktów pochodzenia zwierzęcego. Prowincja posiada bogate zasoby wodne, stanowiące 52% syryjskich zasobów wodnych. Wydobywa się większość krajowych zasobów ropy naftowej, gazu i siarki.

## Ludność
Na terenie muhafazy Al-Hasaka jest 595 wiosek (w tym: 501 arabskich, 57 kurdyjskich, 28 asyryjskich, 9 mieszanych arabsko-kurdyjskich).
| Rok  | Ludność |  | Rok  | Ludność |  | Rok  | Ludność   |
| ---- | ------- |  | ---- | ------- |  | ---- | --------- |
| 1931 | 44 153  |  | 1940 | 126 508 |  | 1960 | 351 661   |
| 1933 | 64 886  |  | 1942 | 136 107 |  | 1970 | 468 506   |
| 1935 | 94 596  |  | 1943 | 146 001 |  | 1981 | 669 756   |
| 1937 | 98 144  |  | 1946 | 151 137 |  | 2004 | 1 275 118 |
| 1938 | 103 514 |  | 1950 | 159 300 |  | 2011 | 1 512 000 |
| 1939 | 106 052 |  | 1953 | 232 104 |  |      |           |

## Podział administracyjny
Prowincja jest podzielona na cztery dystrykty (jednostki administracyjne drugiego rzędu), które dzielą się na poddystrykty (jednostki administracyjne trzeciego rzędu).
- Al-Hasaka (7 poddystryktów)
  - Bir al-Hulw al-Wardijja
  - Al-Haul
  - Al-Hasaka
  - Tasll Tamr
  - Al-Arisza
  - Asz-Szaddada
  - Markada
- Al-Malikijja (3 poddystrykty)
  - Al-Malikijja
  - Al-Jarubijja
  - Al-Dżawadijja
- Al-Kamiszli (4 poddystrykty)
  - Al-Kahtanijja
  - Tall Hamis
  - Al-Kamiszli
  - Amuda
- Ras al-Ajn (2 poddystrykty)
  - Ras al-Ajn
  - Ad-Dirbasijja

## Gubernatorzy prowincji
- Subhi Ahmed Harb (do 3 lutego 2001)
- Aram Saliba (od 3 lutego 2001)
- Ali bin Mualla Ahmed (do 30 marca 2002)
- Salim Ali Kaboul (30 marca 2002 – 4 października 2004)
- Muhammad Nammour (od 4 października 2004)
- Muhammad Nimour al-Nimour Ibn Qaddour (do 10 lutego 2009)
- Muadha Salloum (od 10 lutego 2009)
- Khader Abdel Wahab Ali Al Hussein (od 11 lipca 2012)
- Muhammad Zaal Al-Ali (25 marca 2013 – 15 października 2016)
- Jay Sawadah Al-Hamoud Al-Mousa (15 października 2016 – 30 maja 2020)
- Ghassan Halim Khalil (30 maja 2020 – 20 lipca 2022)
- Louay Siyouh (od 20 lipca 2022)[3]

## Kurdowie
Na początku XX wieku w Imperium Osmańskim prowadzono czystki etniczne na ludności chrześcijańskiej ormiańskiej i asyryjskiej. Wielu Asyryjczyków uciekło do Syrii podczas ludobójstwa i osiedliło się głównie w rejonie Dżaziry. Podczas I wojny światowej i w latach późniejszych tysiące Asyryjczyków uciekło ze swoich domów w Anatolii po masakrach. Następnie masowo uciekali Kurdowie ze swoich domów w Turcji z powodu konfliktu z władzami kemalistowskimi i osiedliły się w Syrii, gdzie władze Mandatu Francuskiego przyznały im obywatelstwo. W latach dwudziestych XX wieku w prowincji Dżazira osiedliło się ok. 20 000 Kurdów. Od 1926 roku po upadku rebelii szejka Saida przeciwko władzom tureckim, 25 000 Kurdów uciekło z Turcji do prowincji Dżazira, gdzie otrzymały obywatelstwo od francuskich władz mandatowych. 
Przed 1927 rokiem było 45 wiosek kurdyjskich, a 1929 roku przybyła nowa fala uchodźców, gdyż władze mandatowe zachęcały Kurdów do osiedlania się w Syrii. W 1939 roku było już od 700 do 800 wiosek kurdyjskich. Władze francuskie organizowały osiedlanie uchodźców. Jeden z najważniejszych z tych planów został zrealizowany w Górnej Dżazirze w północno-wschodniej Syrii, gdzie Francuzi budowali nowe miasta i wsie z zamiarem zakwaterowania uchodźców uważanych za „przyjaznych”. Zachęciło to prześladowane mniejszości narodowe z Turcji, do opuszczenia swoich domów i majątku przodków, mogły znaleźć schronienie i odbudować swoje życie w względnym bezpieczeństwie w sąsiedniej Syrii. W rezultacie obszary przygraniczne w prowincji Al-Hasakah zaczęły mieć większość kurdyjską, podczas gdy Arabowie pozostali większością na równinach rzecznych i gdzie indziej. 